# Canton de Wintzenheim
Le canton de Wintzenheim est une circonscription électorale française située dans le département du Haut-Rhin, en région Grand Est. Le canton de Wintzenheim fait partie de la deuxième circonscription du Haut-Rhin.

## Histoire
En juillet 1972, le canton se dote d'un SIVU devenu après 1977 un SIVOM regroupant les communes de Eguisheim, Herrlisheim-près-Colmar, Husseren-les-Châteaux, Obermorschwihr, Turckheim, Vœgtlinshoffen, Walbach, Wettolsheim, Wintzenheim et Zimmerbach, auquel elles délèguent certaines compétences telles que la gestion d'un relais d'assistantes maternelles ou le ramassage scolaire ; le but initial du SIVU était la gestion du collège nouvellement créé sur le territoire cantonal.
Un nouveau découpage territorial du Haut-Rhin entre en vigueur à l'occasion des élections départementales de 2015. Il est défini par le décret du 21 février 2014, en application des lois du 17 mai 2013 (loi organique 2013-402 et loi 2013-403)2. Les conseillers départementaux sont, à compter de ces élections, élus au scrutin majoritaire binominal mixte. Les électeurs de chaque canton élisent au Conseil départemental, nouvelle appellation du Conseil général, deux membres de sexe différent, qui se présentent en binôme de candidats. Les conseillers départementaux sont élus pour 6 ans au scrutin binominal majoritaire à deux tours, l'accès au second tour nécessitant 12,5 % des inscrits au 1er tour. En outre la totalité des conseillers départementaux est renouvelée. Ce nouveau mode de scrutin nécessite un redécoupage des cantons dont le nombre est divisé par deux avec arrondi à l'unité impaire supérieure si ce nombre n'est pas entier impair, assorti de conditions de seuils minimaux. Dans le Haut-Rhin, le nombre de cantons passe ainsi de 31 à 17.
Le canton de Wintzenheim est maintenu, mais élargi de dix à trente-cinq communes communes issues des anciens cantons de Kaysersberg (1 commune), de Munster (16 communes), de Rouffach (8 communes) et de Wintzenheim (10 communes). Avec ce redécoupage administratif, le territoire du canton s'affranchit des limites d'arrondissements, avec 8 communes incluses dans l'arrondissement de Thann-Guebwiller et 27 communes dans l'arrondissement de Colmar-Ribeauvillé. Le bureau centralisateur est situé à Wintzenheim.

## Représentation

### Conseillers généraux de 1833 à 1871 et de 1919 à 2015
| Période                                  | Période      | Identité                           | Étiquette                                  | Qualité                                                                         |
| ---------------------------------------- | ------------ | ---------------------------------- | ------------------------------------------ | ------------------------------------------------------------------------------- |
| 1833                                     | 1848         | Jean-Baptiste Scheuch (1797-1851)  |                                            | Maire d'Herrlisheim (1830-1844)                                                 |
| 1848                                     | 1852         | Pierre Paul Jaenger                | Socialiste Saint-simonien puis Fouriériste | Médecin à Colmar spécialiste des maladies des femmes et homéopathe              |
| 1852                                     | 1861 (décès) | Antoine Herzog                     |                                            | Industriel (filateur de coton) au Logelbach Conseiller municipal de Wintzenheim |
| 1861                                     | 1870         | Antoine Herzog (fils du précédent) |                                            | Manufacturier au Logelbach                                                      |
|                                          |              |                                    |                                            |                                                                                 |
| 1919                                     | 1935 (décès) | Aloïse Meyer                       | APNA Catholique national                   | Propriétaire à Wintzenheim                                                      |
| 1935                                     | 1940         | Joseph Rossé                       | UPR                                        | Député (1928 et 1932-1942) Directeur politique du journal L'Alsatia             |
|                                          |              |                                    |                                            |                                                                                 |
| 1945                                     | 1949         | Léon Beyer (1880-1959)             | MRP                                        | Viticulteur Maire d'Eguisheim                                                   |
| 1949                                     | 1955         | Émile Floranc (1898-1969)          | RPF puis RS                                | Maire de Wettolsheim (1945-1965)                                                |
| 1955                                     | 1960 (décès) | Auguste Haeffelé                   | MRP                                        | Fondé de pouvoir Maire de Wintzenheim (1953-1960)                               |
| 1960                                     | 1979         | Robert Sibler                      | UDR puis RPR                               | Instituteur Maire de Wintzenheim (1960-1972)                                    |
| 1979                                     | 2004         | Pierre Knittel                     | RPR puis DVD                               | Agriculteur Maire de Wettolsheim (1977-2001)                                    |
| 2004                                     | 2011         | Guy Daesslé                        | DVD puis UMP                               | Agent général d'assurances Maire de Wintzenheim (1995-2008)                     |
| 2011                                     | 2015         | Lucien Muller                      | DVD                                        | Cadre retraité Maire de Wettolsheim (depuis 2001)                               |
| Les données manquantes sont à compléter. |              |                                    |                                            |                                                                                 |

### Conseillers d'arrondissement (de 1833 à 1871 et de 1919 à 1940)
Le canton de Wintzenheim avait deux conseillers d'arrondissement à partir de 1919 (sauf de 1928 à 1934).
| Période                                  | Période | Identité                               | Étiquette | Qualité |
| ---------------------------------------- | ------- | -------------------------------------- | --------- | --- |
| 1833                                     | 1848    | Jean Baptiste Charles Karm (1791-1866) |           | Propriétaire, ancien maire de Turckheim, receveur de l'hospice                                              |
|                                          |         |                                        |           | |
| 1919                                     | 1928    | René Beyer (1847-1945)                 |           | Propriétaire viticulteur à Eguisheim                                                                        |
| 1919                                     | 1928    | Emile Meunier                          |           | Propriétaire à Turckheim                                                                                    |
| 1928                                     | 1940    | René Birgy (1866-1946)                 | UPR       | Négociant en vins, maire de Wintzenheim, Président du Conseil d'arrondissement                              |
| 1934                                     | 1940    | Chrétien Butterlin                     | UPR       | Viticulteur, maire de Wettolsheim                                                                           |
| 1940                                     |         |                                        |           | Les conseils d'arrondissement ont été suspendus par la loi du 12 octobre 1940 et n'ont jamais été réactivés |
| Les données manquantes sont à compléter. |         |                                        |           | |

### Représentation à partir de 2015
| Période élective | Période élective | Mandat | Mandat   | Identité       | Nuance | Nuance | Qualité |
| ---------------- | ---------------- | ------ | -------- | -------------- | ------ | ------ | --- |
| 2015             | 2021             | 2015   | 2021     | Monique Martin |        | DVD    | Cadre supérieure de santé à la retraite, conseillère municipale de Munster Vice-Présidente/rapporteure de la commission patrimoine immobilier, actions et territoires |
| 2015             | 2021             | 2015   | 2021     | Lucien Muller  |        | LR     | Retraité Maire de Wettolsheim Vice-Président/rapporteur de la commission routes, voirie et infrastructures                                                            |
| 2021             | 2028             | 2021   | en cours | Monique Martin |        | DVD    | Conseillère sortante |
| 2021             | 2028             | 2021   | en cours | Lucien Muller  |        | LR     | Conseiller sortant |

À l'issue du 1er tour des élections départementales de 2015, deux binômes sont en ballotage : Monique Martin et Lucien Muller (Union de la Droite, 33,56 %) et Pierre Courtaux et Angélique Minoux (FN, 27,01 %). Le taux de participation est de 51,49 % (20 133 votants sur 39 104 inscrits) contre 47,8 % au niveau départemental et 50,17 % au niveau national.
Au second tour, Monique Martin et Lucien Muller (Union de la Droite) sont élus avec 64,98 % des suffrages exprimés et un taux de participation de 50,46 % (11 732 voix pour 19 730 votants et 39 104 inscrits).

## Composition

### Composition avant 2015

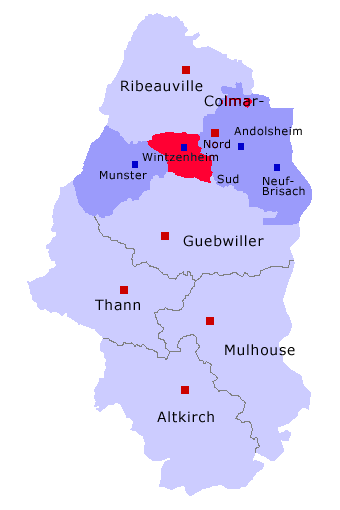
Représentation du canton de Wintzenheim au sein de l'arrondissement de Colmar et du département du Haut-Rhin.

Le canton de Wintzenheim regroupait dix communes.
| Nom                     | Code Insee | Codepostal  | Superficie (km2) | Population (dernière pop. légale) | Densité (hab./km2) |
| ----------------------- | ---------- | ----------- | ---------------- | --------------------------------- | ------------------ |
| Wintzenheim (chef-lieu) | 68374      | 68124 68920 | 18,97            | 7 592 (2012)                      | 400                |
| Eguisheim               | 68078      | 68420       | 14,13            | 1 747 (2012)                      | 124                |
| Herrlisheim-près-Colmar | 68134      | 68420       | 7,68             | 1 808 (2012)                      | 235                |
| Husseren-les-Châteaux   | 68150      | 68420       | 1,20             | 490 (2012)                        | 408                |
| Obermorschwihr          | 68244      | 68420       | 1,59             | 364 (2012)                        | 229                |
| Turckheim               | 68338      | 68230       | 16,46            | 3 723 (2012)                      | 226                |
| Vœgtlinshoffen          | 68350      | 68420       | 3,99             | 531 (2012)                        | 133                |
| Walbach                 | 68354      | 68230       | 5,45             | 868 (2012)                        | 159                |
| Wettolsheim             | 68365      | 68920       | 8,86             | 1 682 (2012)                      | 190                |
| Zimmerbach              | 68385      | 68230       | 2,26             | 877 (2012)                        | 388                |

### Composition depuis 2015
Le canton de Wintzenheim comprend désormais trente-cinq communes entières.
| Nom                                 | Code Insee | Intercommunalité                           | Superficie (km2) | Population (dernière pop. légale) | Densité (hab./km2) | Modifier                                    |
| ----------------------------------- | ---------- | ------------------------------------------ | ---------------- | --------------------------------- | ------------------ | ------------------------------------------- |
| Wintzenheim (bureau centralisateur) | 68374      | CA Colmar Agglomération                    | 18,97            | 8 045 (2022)                      | 424                | modifier les données · modifier les données |
| Breitenbach-Haut-Rhin               | 68051      | CC de la Vallée de Munster                 | 9,27             | 811 (2022)                        | 87                 | modifier les données · modifier les données |
| Eguisheim                           | 68078      | CC Pays de Rouffach, Vignobles et Châteaux | 14,13            | 1 735 (2022)                      | 123                | modifier les données · modifier les données |
| Eschbach-au-Val                     | 68083      | CC de la Vallée de Munster                 | 4,84             | 377 (2022)                        | 78                 | modifier les données · modifier les données |
| Griesbach-au-Val                    | 68109      | CC de la Vallée de Munster                 | 4,73             | 682 (2022)                        | 144                | modifier les données · modifier les données |
| Gueberschwihr                       | 68111      | CC Pays de Rouffach, Vignobles et Châteaux | 8,91             | 825 (2022)                        | 93                 | modifier les données · modifier les données |
| Gundolsheim                         | 68116      | CC Pays de Rouffach, Vignobles et Châteaux | 8,22             | 728 (2022)                        | 89                 | modifier les données · modifier les données |
| Gunsbach                            | 68117      | CC de la Vallée de Munster                 | 6,18             | 864 (2022)                        | 140                | modifier les données · modifier les données |
| Hattstatt                           | 68123      | CC Pays de Rouffach, Vignobles et Châteaux | 5,98             | 859 (2022)                        | 144                | modifier les données · modifier les données |
| Herrlisheim-près-Colmar             | 68134      | CA Colmar Agglomération                    | 7,68             | 1 903 (2022)                      | 248                | modifier les données · modifier les données |
| Hohrod                              | 68142      | CC de la Vallée de Munster                 | 5,49             | 358 (2022)                        | 65                 | modifier les données · modifier les données |
| Husseren-les-Châteaux               | 68150      | CC Pays de Rouffach, Vignobles et Châteaux | 1,20             | 497 (2022)                        | 414                | modifier les données · modifier les données |
| Luttenbach-près-Munster             | 68193      | CC de la Vallée de Munster                 | 7,86             | 774 (2022)                        | 98                 | modifier les données · modifier les données |
| Metzeral                            | 68204      | CC de la Vallée de Munster                 | 30,43            | 1 051 (2022)                      | 35                 | modifier les données · modifier les données |
| Mittlach                            | 68210      | CC de la Vallée de Munster                 | 11,39            | 340 (2022)                        | 30                 | modifier les données · modifier les données |
| Muhlbach-sur-Munster                | 68223      | CC de la Vallée de Munster                 | 7,88             | 817 (2022)                        | 104                | modifier les données · modifier les données |
| Munster                             | 68226      | CC de la Vallée de Munster                 | 8,64             | 4 709 (2022)                      | 545                | modifier les données · modifier les données |
| Niedermorschwihr                    | 68237      | CA Colmar Agglomération                    | 3,35             | 561 (2022)                        | 167                | modifier les données · modifier les données |
| Obermorschwihr                      | 68244      | CC Pays de Rouffach, Vignobles et Châteaux | 1,59             | 406 (2022)                        | 255                | modifier les données · modifier les données |
| Osenbach                            | 68251      | CC Pays de Rouffach, Vignobles et Châteaux | 5,60             | 819 (2022)                        | 146                | modifier les données · modifier les données |
| Pfaffenheim                         | 68255      | CC Pays de Rouffach, Vignobles et Châteaux | 14,57            | 1 349 (2022)                      | 93                 | modifier les données · modifier les données |
| Rouffach                            | 68287      | CC Pays de Rouffach, Vignobles et Châteaux | 40,05            | 4 186 (2022)                      | 105                | modifier les données · modifier les données |
| Sondernach                          | 68311      | CC de la Vallée de Munster                 | 24,72            | 593 (2022)                        | 24                 | modifier les données · modifier les données |
| Soultzbach-les-Bains                | 68316      | CC de la Vallée de Munster                 | 7,06             | 727 (2022)                        | 103                | modifier les données · modifier les données |
| Soultzeren                          | 68317      | CC de la Vallée de Munster                 | 18,37            | 1 152 (2022)                      | 63                 | modifier les données · modifier les données |
| Soultzmatt                          | 68318      | CC de la Région de Guebwiller              | 19,57            | 2 466 (2022)                      | 126                | modifier les données · modifier les données |
| Stosswihr                           | 68329      | CC de la Vallée de Munster                 | 26,40            | 1 328 (2022)                      | 50                 | modifier les données · modifier les données |
| Turckheim                           | 68338      | CA Colmar Agglomération                    | 16,46            | 4 033 (2022)                      | 245                | modifier les données · modifier les données |
| Vœgtlinshoffen                      | 68350      | CC Pays de Rouffach, Vignobles et Châteaux | 3,99             | 477 (2022)                        | 120                | modifier les données · modifier les données |
| Walbach                             | 68354      | CA Colmar Agglomération                    | 5,45             | 926 (2022)                        | 170                | modifier les données · modifier les données |
| Wasserbourg                         | 68358      | CC de la Vallée de Munster                 | 9,47             | 467 (2022)                        | 49                 | modifier les données · modifier les données |
| Westhalten                          | 68364      | CC Pays de Rouffach, Vignobles et Châteaux | 10,98            | 1 010 (2022)                      | 92                 | modifier les données · modifier les données |
| Wettolsheim                         | 68365      | CA Colmar Agglomération                    | 8,86             | 1 771 (2022)                      | 200                | modifier les données · modifier les données |
| Wihr-au-Val                         | 68368      | CC de la Vallée de Munster                 | 12,54            | 1 208 (2022)                      | 96                 | modifier les données · modifier les données |
| Zimmerbach                          | 68385      | CA Colmar Agglomération                    | 2,26             | 823 (2022)                        | 364                | modifier les données · modifier les données |
| Canton de Wintzenheim               | 6816       |                                            | 393,09           | 49 677 (2022)                     | 126                | modifier les données                        |

## Démographie

### Démographie avant 2015
| 1962   | 1968   | 1975   | 1982   | 1990   | 1999   | 2006   | 2011   | 2012   |
| ------ | ------ | ------ | ------ | ------ | ------ | ------ | ------ | ------ |
| 13 978 | 14 801 | 16 356 | 16 884 | 17 421 | 18 620 | 19 325 | 19 644 | 19 682 |

### Démographie depuis 2015
En 2022, le canton comptait 49 677 habitants, en évolution de +1,35 % par rapport à 2016 (Haut-Rhin : +0,66 %, France hors Mayotte : +2,11 %).
| 2013   | 2018   | 2022   |
| ------ | ------ | ------ |
| 49 135 | 49 092 | 49 677 |